# Stenopontius humesi
Stenopontius humesi is een eenoogkreeftjessoort uit de familie van de Dinopontiidae. De wetenschappelijke naam van de soort is voor het eerst geldig gepubliceerd in 1967 door Murnane.